# 1911 en Ontario
Chronologie de l'Ontario
- 1907
- 1908
- 1909
- 1910
- 1911
- 1912
- 1913
- 1914
- 1915

Cette page concerne des événements d'actualité qui se sont produits durant l'année 1911 dans la province canadienne de l'Ontario.

## Politique
- Premier ministre :   James Whitney (Parti conservateur)
- Chef de l'Opposition: Alexander Grant MacKay (en) puis Newton Wesley Rowell (Parti libéral)
- Lieutenant-gouverneur: John Morison Gibson (en)
- Législature: 12e (en) puis 13e (en)

## Événements
- Football canadien : l'Université de Toronto remporte la Coupe Grey contre les Argonauts de Toronto.
- Le richissime Henry Pellatt fait construire sa résidence Casa Loma à Toronto.

### Septembre
- 21 septembre : le Parti libéral du Canada subit une défaite aux élections générales avec 86 députés contre 132 pour le Parti conservateur et 2 candidats indépendants. Robert Laird Borden devient le nouveau premier ministre du Canada. En Ontario, le résultat est de 71 conservateurs, 13 libéraux, 1 candidat indépendant et 1 libéraux-conservateurs.

### Décembre
- 11 décembre : les conservateurs de James Whitney remporte l'élection générale (en) pour une troisième majorité consécutive malgré d'avoir perdu quatre sièges, tandis les libéraux d'Newton Rowell continue de former l'opposition officielle en augmentant trois sièges et le travailliste Allan Studholme (en) est réélu pour une troisième mandat de sa circonscription de Hamilton-Est (en).

## Naissances
- 12 mars : Stanley Bréhaut Ryerson, historien et militant politique († 25 avril 1998).
- 28 juin : Czeslaw Brzozowicz (en), ingénieur († 24 novembre 1997).
- 18 juillet : Hume Cronyn, acteur († 15 juin 2003).

## Décès
- 14 avril : Henri-Elzéar Taschereau, avocat, homme politique, professeur, juriste et premier Canadien-français à être nommé juge en chef de la Cour suprême du Canada (° 7 octobre 1836).
- 6 novembre : John Carling, député fédéral de London (1867-1874, 1878-1891, 1892-1896) et sénateur (° 23 janvier 1828).